# Nowa Karczma
Nowa Karczma (Neukrug fino al 1920 e dal 1939 al 1945) è un comune rurale polacco del distretto di Kościerzyna, nel voivodato della Pomerania. Ricopre una superficie di 113,33 km² e nel 2004 contava 6 163 abitanti.